# Capturing Bad Bill
Capturing Bad Bill (Capturando Bad Bill) é um curta-metragem mudo norte-americano de 1915, do gênero comédia, com o ator cômico Oliver Hardy.

## Elenco
- Raymond McKee - Pete Pepper
- Mabel Paige - Mary Pepper
- Ben Walker
- Oliver Hardy - (como Babe Hardy)